# Stalybridge
Stalybridge is een plaats in het bestuurlijke gebied Tameside, in het stedelijke graafschap Greater Manchester. De plaats telt 22.568 inwoners.

## Geboren
- Mark Williams (1970), Noord-Iers voetballer
- Paul Mitchell (1981), voetballer en sportbestuurder